# 計数過程
確率論において，計数過程 (counting process) とは，次の３条件を満たす確率過程 {\displaystyle \{N_{t}\}_{t\geq 0}} のことである：
1. 非負性：{\displaystyle N_{t}\geq 0}，
2. 整数値：{\displaystyle N_{t}\in \mathbb {Z} }，
3. 広義単調増加：{\displaystyle s\leq t\;\Rightarrow \;N_{s}\leq N_{t}}．

従って {\displaystyle N_{t}-N_{s}\;(s<t)} は非負整数であり，ある事象が時区間 {\displaystyle (s,t]} の間に起こった回数を表すと考えることができる．計数過程の例には，Poisson 過程や再生過程がある．
実社会において計数過程とみなせる現象の例として，求職応募の数や，重大事故の発生件数などがある．
さらに Markov 性も満たす場合，Markov 計数過程とも呼ぶ．

## 数学的定義
多変量計数過程 (multivariate counting process){\displaystyle \mathbf {N} =(N_{1},\cdots ,N_{k})\in \mathbb {Z} ^{k}}とは，各成分 {\displaystyle N_{i}\;(i=1,\cdots ,k)} が次の５条件を満たすものを言う：
1. 適合的な右連続で左極限を持つ過程である．
2. {\displaystyle N_{i}(0)=0}．
3. 区分的に定数で広義単調増加である．
4. ジャンプ幅は必ず {\displaystyle 1} である．
5. どの異なる２成分 {\displaystyle N_{i},N_{j}\;(i\neq j)} も，同じ時刻にはジャンプしない．

## 文献
- Ross, S.M. (1995) Stochastic Processes. Wiley. ISBN 978-0-471-12062-9
- Higgins JJ, Keller-McNulty S (1995) Concepts in Probability and Stochastic Modeling. Wadsworth Publishing Company. ISBN 0-534-23136-5ISBN 0-534-23136-5